# Action frame of reference
Der action frame of reference ist ein Instrument zur Analyse von Handlung, das von dem amerikanischen Soziologen Talcott Parsons in seinem Werk „The Structure of Social Action“ entwickelt wurde und in späteren Arbeiten konsequent weiterentwickelt und schließlich zu einer Systemtheorie ausgearbeitet wurde.
Ausgangspunkt für die Entwicklung dieses analytischen Referenzrahmens/Bezugsrahmen ist die Überlegung Parsons’, dass jede Wissenschaft einen analytischen Begriffsrahmen besitzt, mit dem sie ihren besonderen Gegenstand erforscht. Ziel Parsons war es einen solchen einheitlichen Begriffsrahmen auch für die Soziologie zu schaffen.
Die Gestalt des Rahmens, wie er in The Structure of Social Action vorliegt, hat sich ergeben in der Auseinandersetzung mit vier Klassikern der Soziologie: Marshall, Pareto, Weber und Durkheim. Die Auseinandersetzung mit Idealismus, Positivismus und Utilitarismus, vor allem die Lösung des utilitaristischen Dilemmas, welches die Frage aufwirft „Wie ist soziale Ordnung möglich?“, bestimmen entscheidend die Gestalt des „action frame“. Das utilitaristische Dilemma kann, laut Parsons, nicht unter utilitaristischen Prämissen gelöst werden. Es  bedarf der Einbeziehung von Normen und Werten, eingebettet in ein voluntaristisches Handlungsmodell, um das Dilemma zu lösen.

## Elemente
Im action-frame of reference sind die einzelnen Elemente aufgeführt, in die man eine Handlung zerlegen kann:
Akteure (1) handeln auf ein
Ziel/Zweck (2) oder antizipierten Zustand hin und sind dabei einbezogen in eine
Situation (3), die sich aus Objekten zusammensetzt, welche aus Sicht des Akteurs entweder als Bedingungen oder als Mittel erscheinen.
Normen (4) und
Werte (5) sind dabei als Ziele an sich zu verstehen, die nicht selbst Gegenstand der evaluativen Orientierungen eines Akteurs werden können, da hier wiederum Normen und Werte bei der Entscheidung über selbige impliziert sind.